# خنج
خُنْج، شهری در جنوب استان فارس و مرکز شهرستان خنج است. این شهر در فاصله ۲۶۵ کیلومتری از شیراز و ۱۱۰ کیلومتری خلیج فارس واقع‌ شده. بر اساس آمار سرشماری نفوس و مسکن در سال ۱۳۹۵ جمیعت آن ۱۹٬۲۱۷ تن جمعیت گزارش شده است. که از این نظر بیست و پنجمین شهر پر جمیعت استان فارس و سیصد و پنجاه و چهارمین شهر پر جمیعت ایران به‌شمار می‌رود. مردم خنج از پارس‌های لارستانی (اچمی) هستند و به زبان لارستانی (اچمی)، گویش خنجی و لهجه خنجی سخن می‌گویند. دین مردم شهرستان خنج اسلام است و مذهب آنها اهل سنت و جماعت و از فقه شافعی هستند. خنج را پایتخت معنوی و دروازه لارستان بزرگ می‌نامند.
خنج در ارتفاع ۶۷۰ متری از سطح دریا در منطقه رشته کوه‌های زاگرس واقع شده است. خنج در دشت خنج از شمال و جنوب به وسیلهٔ کوه‌ها محصور شده است. آب و هوای خنج به‌طور کلی گرم و خشک است و در زمستان‌ها هوا معتدل و در تابستان‌ها هوا بسیار گرم است و ناحیه نیمه خشک استان را دربر می‌گیرد.
بنا بر احتمال بنای ابتدایی شهر خنج در اطراف قلعه تونگر که بر روی فلاتی شکل گرفته است تشکیل شده است. این قلعه که در قسمت شمالی شهر است حکایت از وجود آبادی سه هزار ساله و پیش از آن دارد. بر این قلعه حکام نیمه مختار فرمان می‌راندند. اکنون نیز از قلعه توانگر آثاری باقی است از جمله برج دیدبانی، بارو، حصار، آب‌انبارو… این منطقه اکنون استحفاظی است.
مردم خنج لارستانی (اچمی) بوده و زبان رایج ایشان نیز لارستانی (اَچُمی) است خنج پس از لار دومین شهر شاخص لارستانی‌ها (اچمی‌ها) است. .شهر خنج با دارا بودن بیش از ۲۰ اثر تاریخی از دوره‌های مختلف که در فهرست آثار ملی ایران به ثبت رسیده‌اند، یکی از شاخص‌ترین شهرهای تاریخی استان فارس محسوب می‌شود.
این شهر بر اساس آمار سرشماری نفوس و مسکن ۱۳۹۵ دارای ۱۹٬۲۱۷ تن جمعیت است. ارتفاع خنج از سطح دریا ۶۷۰ متر است. فاصله‌اش با خلیج فارس ۱۱۰ کیلومتر و با شیراز ۲۷۰ کیلومتر می‌باشد.

## نام و القاب
خنج با القاب بسیاری چون پایتخت معنوی لارستان، کنج الاولیاء، دار الاولیاء، پایتخت معنوی جنوب ایران، پایتخت شافعیان جنوب ایران، دیار علمای اربعه، دیار خانقاه‌ها، مرکز مکتب دانیالیه، دار الاولیای فارس شناخته می‌شود.
در مورد ریشه نام احتمالات زیادی داده شده است که دو دیدگاه نسبت به باقی دیدگاه‌ها شاخص تر است.
صورت اولیه آن «هُنگ» از واژه اوستایی و زرتشتی است اما به مرور به «هُنج»، «خُنگ» و خنج تبدیل یافته است. که این خود نشان دهنده پیشینه بسیار کهن این سرزمین است.
همچنین معنای شادی و جشن برای خنج با واقع شدن آن در مجاورت روستای «سده» در پنج کیلومتری شمال خنج مطابقت دارد، چرا که جشن سَده از جمله جشن‌های زرتشتی در محل این روستا برگزار می‌شده و احتمال دارد که نام خنج نیز به این منظور به کار رفته باشد.
در روایتی دیگر پس از ورود اسلام به فارس و سقوط کاریان و آتشکده آذرفرنبغ، زرتشتیان بسیاری از دانایان و پیشوایان به خنج عزیمت نموده و در جوار بزرگان و علمای اسلام تربیت شدند، از این رو خنج به «کُنج اولیاء» معروف شد، اصطلاحی که امروزه نیز بین عامه مردم رواج دارد.
در تذکره‌های قدیمی تعبیر «کُنج =خُنج» به کار رفته است و در زبان اچمی، کنج به معنای زاویه، گوشه و خانگاه به کار برده می‌شود. از این رو به دلیل رواج تصوف و خانقاه‌ها و زاویه‌های متعدد در خنج پس از قرن ششم هجری، خنج به معنای گوشه نشینی و زاویه نیز در نظر گرفته شده است. کلمه خانقاه خود از ریشه کلمه خُنج می‌آید.

## پیشینهٔ تاریخی

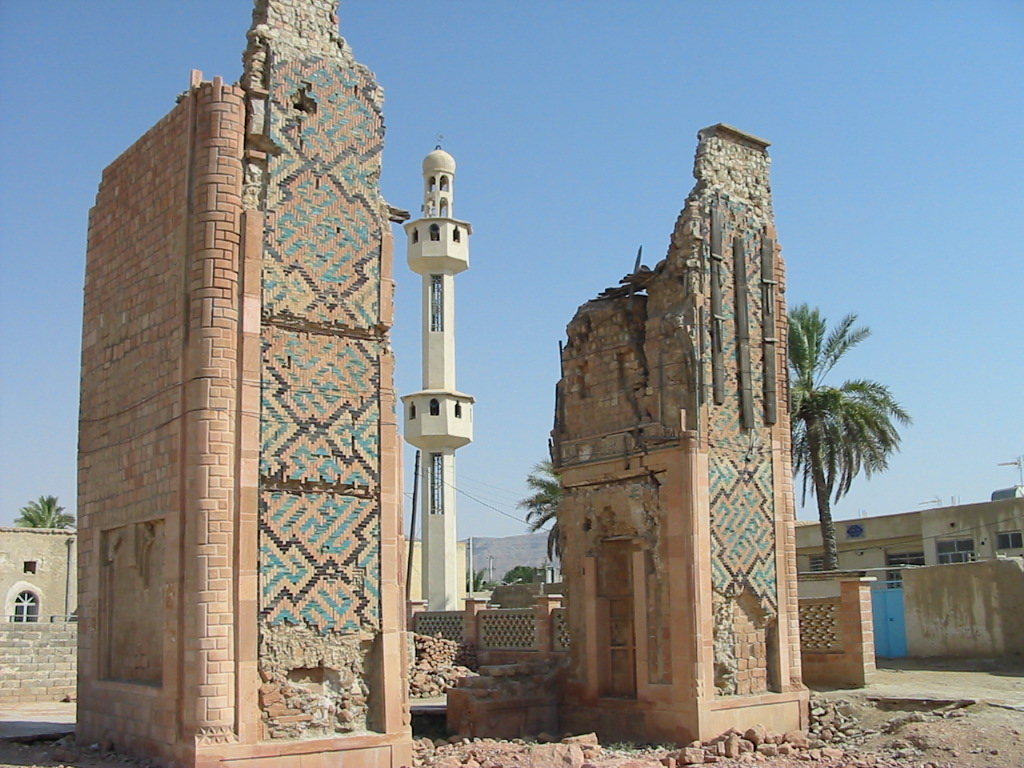
درگاه خنج

### دوران باستان
قدیمی‌ترین متون تاریخی نام این شهر را «هُنگ» ضبط کرده‌اند. بعدها به اشکال گوناگون: «هونج»، «خُنگ»، «خوانج»، و «خُنج» درآمده است. با توجه به شواهد تاریخی که از این پس مورد بررسی قرار خواهد گرفت، نام اولیه این شهر نمایانگر نوعی بافت فرهنگی و معنوی بوده که از طریق ایجاد «خانقاه» و «زاویه» های گوناگون، به ویژه پس از قرن ششم هجری، خود را نشان داده است. با این تعبیر ساختار اصلی شهر بر بنیاد فرهنگی و معنوی پایه‌گذاری شده و به همین جهت آن را «هنگ» که به معنای عمومی جایگاه گوشه نشینان و عبّاد و زهّاد است، نامیده‌اند. در محدودهٔ فرهنگی لارستانِ کنونی دو روستا یکی در منطقه «گوده» واقع در بخش بستک با نام «ده هُنگ» و دیگری در چند کیلومتری «خنج» با نام «هُنگ نو» وجود دارد که وجه تسمیهٔ اولی به خاطر استقرار یکی از روحانیان معروف تیرهٔ «قتالی» و ایجاد خانقاه و زاویه در آن دیار به این نام معروف شده نام اصلی این شهر در طول تاریخ دگرگون شده و شکل کنونی «خنج» را یافته است. تعبیر «کنج خنج» که در تذکره‌های قدیمی به کار رفته است، خود دلیل دیگری بر وجه تسمیه آن می‌باشد. اصولاً در زبان محلی رایج در منطقه کنج، به معنای «زاویه» و «خانقاه» به کار برده می‌شود. هم‌اکنون روستایی در منطقه «گوده» با نام «کُنجی» وجود دارد که بنیان‌گذار آن یکی از سادات معروف «قتالی» است که حدود یک صد و اندی سال پیش، از مقر اصلی خانوادگی اش در «چاه بُنارد» به این محل کوچ نموده و در آن جا به عبادت و ریاضت مشغول می‌گردد و مردم آن دیار به همین دلیل آن جا را «کنچی» به معنای زاویه و خانقاه نامیده‌اند و سادات «کنچی» در لارستان معروف می‌باشند و هم‌اکنون نیز روزانه زوّار بسیاری جهت ادای نذر و نیاز و حاجات خویش به آن دیار دور افتاده سفر می‌نمایند با این شواهد می‌توان پی برد که اساس و بنیان شهری «خنج» بر مبنای استقرار «خانقاه» و «زاویه» مشایخ طریقت بوده و به همین دلیل «هنگ» نامگذاری گردیده است و احتمالاً قبل از استقرار مجامع فرهنگی اسلامی، به نام دیگری مشهور بوده است. هنوز هم در روایات محلی نام قدیم «خنج» را «کوشک» می‌دانند که احتمالاً متعلق به دوره‌ای پیش از رونق فرهنگی آن، طی قرون اولیهٔ اسلامی تا قرن چهارم می‌باشد.

### دوران اسلامی
اتفاق مهم این دوران ظهور شیخ دانیال در این شهر است. شیخ دانیال با پایه‌گذاری سلسهٔ مشایخ دانیالی در خنج تأثیر زیادی بر سرنوشت لارستان و بنادر و جزایر خلیج فارس می‌گذارد. خانقاه شیخ دانیال در قرن هفتم به قدری مشهور بوده که یکی از چهار رکن دراویش جنوب ایران محسوب می‌شده است؛ به گونه‌ای که مریدان او در دربار هرمز از احترام والایی برخوردار بوده‌اند. علاوه بر این موارد حاکمیت جزایر کیش هم به دست خنجی‌ها و مریدان شیخ دانیال می‌رسد.
از سوی دیگر خنج در قرن هشتم هجری و پایه‌گذاری طریقت شمسیه به سرکردگی شیخ محمد ابونجم خنجی از آنچنان شهرت بسزایی برخوردار شد که علما و سیاستمداران عصر خود را متوجه خود ساخت که از آن جمله می‌توان به امیر اصفهان شاه، سید شریف جرجانی و سپهسالار شاه و دیگر علما اشاره نمود.

#### معافیت مالیاتی خنج از سوی دربار ایران
شهرت و محبوبیت مشایخ و علمای این شهر در دربار ایران طی قرون هشتم و نهم به حدی بود که امرای آق قویونلو و تیموری زمین‌های متعلق به ملوک خنج و به ویژه شیخ محمد ابونجم را از مالیات معاف کرده بودند. و در این باره پروفسور اوبن سندی را عنوان می‌کند که متعلق به دربار تیموری در بین سال‌های ۸۳۵ تا ۸۴۷ عنون می‌کند که مضمون این سند آن است که خانقاه کاکا شمس الدین محمد ابونجم را به سیخ الاسلام شیخ محمد واگذار می‌نماید و از سوی دربار تیموری این اتفاق رخ می‌دهد. همچنین سلطان آق قویونلو یعقوب بیگ که امتیازاتی را اوزون حسن به این شهر داده بود تأیید می‌کند و از سوی دیگر شیخ روزبهان خنجی از نظریه پردازان شاخص و دانشمند ایرانی و وزیر دربار که در دربار آق قویونلو می‌زیسته است نصبش از سوی پدر به خنج و از مادر به سلسله خاندان آق قویونلو می‌رسد و دایی آن وزیر ملوک فارس در شیراز بوده و از همین سو شیخ نیز محل تولد آن در شیراز ذکر شده است.

##### خنج در مسیر دریایی ابریشم کهن
خنج به عنوان یکی از شهرهای تاریخی‌در جنوب استان فارس در طول قرون متمادی همواره دستخوش تغییر و تحولات بوده است. موقعیت خاص جغرافیایی این منطقه باعث شکل‌گیری یکسری مناسبات با دیگر مناطق همجوار خود شد که نتیجه آن به وجود آمدن راه‌های تجاری برای ارتباط با دیگر مناطق بوده است. از مهم‌ترین این مناطق سیراف می‌باشد که به عنوان اصلی‌ترین بندر تجاری درمسیر دریایی ابریشم نقش ایفا می‌کرد. مسیر دریایی ابریشم به مسیری گفته می‌شود که از بنادر جنوب چین به اقیانوس هند و از آنجا به خلیج فارس ختم می‌شد که به جاده ادویه نیز معروف است این مسیر پس از رسیدن به مناطق شمالی خلیج فارس از جمله سیراف به جاده ابریشم متصل و به داخل ایران می‌رفت. یکی از مسیرهایی که سیراف را به داخل فلات ایران مرتبط می‌ساخت مسیری بود که از طریق مناطقی مانند «کُران»، «گله دار» و «فال» می‌گذشت و به خنج می رسیدو از آنجا به شیراز و در نهایت به فلات ایران ختم می‌شد.. نقش خنج همانند دیگر مناطق پس کرانه ای نقشی کلیدی و تعیین‌کننده است چرا که خنج پس از آن که در قرون سوم و چهارم در اثر مبادلات تجاری با سیراف به شکوفایی اقتصادی می‌رسد حتی پس از افول سیراف نیز جایگاه خود را حفظ می‌کند و در قرون بعدی به خصوص در قرن هشتم هجری، خنج در اوج مناسبات فکری وفرهنگی با دیگر مناطق به سر می‌برد که وجود تعداد زیادی خانقاه متعلق به این دوره در خنج گواه براین مطلب است. این مسئله تا قرن دهم ادامه پیدا می‌کند.

#### خنج در سفرنامه ابن بطوطه
ابن بطوطه، محمد بن عبدالله، اهل طنجه در مراکش، از علمای معروف حنفی مذهب (از مذاهب چهارگانه بزرگ اهل سنت)و جهانگرد معروف به مارکوپولو جهان اسلام و تاریخ‌نویس در سال ۷۴۸ هجری قمری عبور نموده است و به «خنج» رفته است. وی شرح این رحله در سفرنامه خود که به زبان عربی نوشته شده است و به سفرنامه ابن بطوطه معروف است چنین بیان نموده است:
از راه هندوستان به لار آمدم و به همراه ابو زید عبدالرحمن بن ابودلف حنفی در سال ۷۳۳ هجری قمری به خنج وارد شدم. شنیدم که در همان خنج زاویه دیگری هست (احتمالاً منظور از زاویه شیخ عبدالسلام بوده برابر با سال حیات شیخ) که جمعی از صلحاء و عباد در آن به سر می‌برند. شب به سراغ آنان رفتم. مردی بود بزرگوار که آثار عبادت بر وجناتشان هویدا بود. رنگ‌های زرد و بدن‌های ضعیف و چشمان اشک‌باری داشتند. من که وارد زاویه شدم طعام آوردند. او به پیران قوم بانگ زد که پسرم محمد (اشاره به شیخ حاجی محمد پسر شیخ عبدالسلام) را بگوئید تا بیاید. محمد در گوشه‌ای نشسته بود. وقتی پیش آمد از ضعف عبادت چنان می‌نمود که گوئی از گور برخاسته سلام کرد و نشست. پیر گفت: پسر! با این مهمانان در غذا موافقت کن تا از برکات آنان برخوردار گردی، پسر که روزه‌دار بود با ما بطعام نشست و افطار کرد، این جمع همه شافعی مذهب بودند، پس از طعام مراسم دعا انجام گرفت و ما به منزل خود مراجعت کردیم— ابن بطوطه، 

## آثار تاریخی

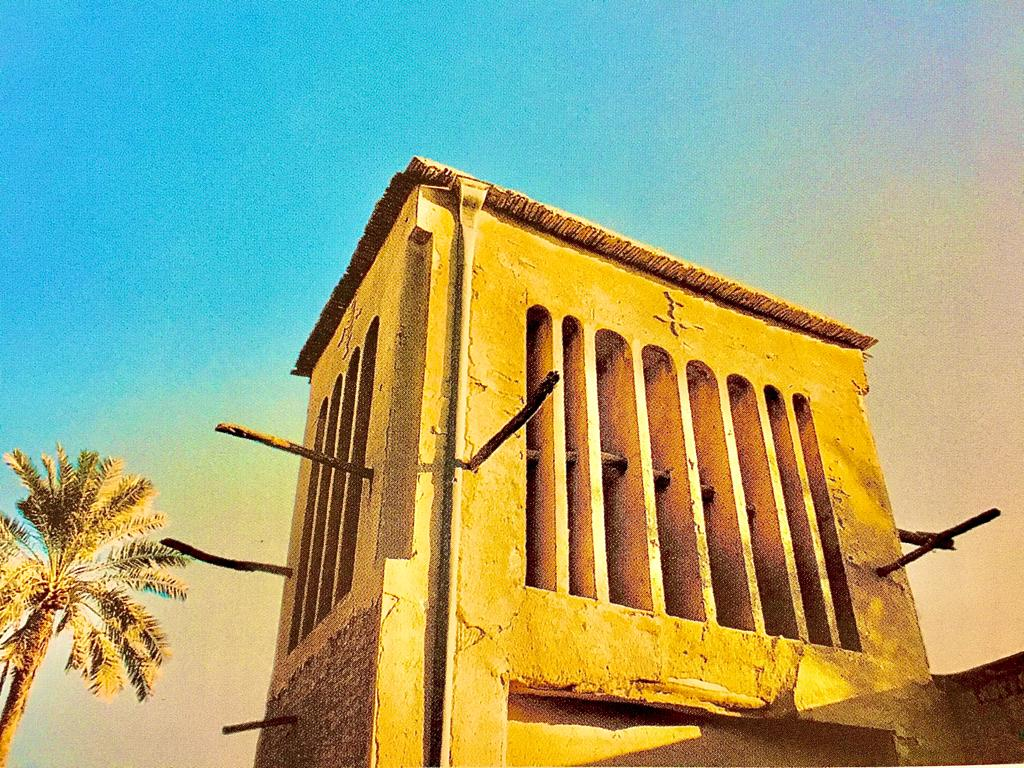
یک بادگیر قدیمی در خنج

### مسجد جامع سلجوقی و سردر مسجد
مسجد جامع خنج مجموعه‌ای از معماری و آثار تاریخی متعلق به سدهٔ هشتم هجری است. گفته می‌شود مسجد جامع قدیم خنج مانند مسجد عتیق شیرازاست.سر در مسجد جامع خنج مربوط به سدهٔ ۷ تا ۸ ه‍.ق است و در کنار مسجد جامع سلجوقی واقع شده است و این اثر در تاریخ ۲۳ فروردین ۱۳۷۸ با شمارهٔ ثبت ۲۳۱۶ به‌عنوان یکی از آثار ملی ایران به ثبت رسیده است.

### برکه میر شریف
برکه میرشریف مربوط به دوره تیموری است بزرگ‌ترین برکه (آب انبار) سر پوشیده در خنج و حومه است که توسط میرشریف یکی از حکام فارس ساخته شده است باشماره ۱۲۷۰۷ به ثبت آثار ملی ایران رسیده است.

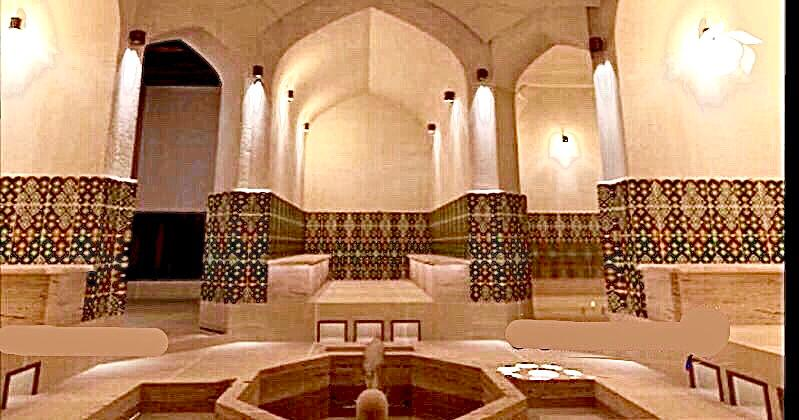
نمایی از معماری داخلی حمام خانی

### حمام خانی
این حمام که از آثار دوران قاجاریه است همانند دیگر حمام‌های تاریخی شامل رختکن، تُن و گرمخانه و خزینه می‌باشد. این اثر در سال ۱۳۵۴ به ثبت آثار ملی ایران رسیده است.

### قلعه شاه آریا آرین
این قلعه در دامنه کوه قلاتو قرار دارد، قلعه شاه نشین در بلندترین قله ارتفاعات قلاتو بین خنج و سده واقع شده است. اکنون آثاری از حصارهای سنگ و گچ و حوض وآب انبار در سراسر این رشته قلات مشهود است. این بنا مربوط به عصر ساسانی بوده است.

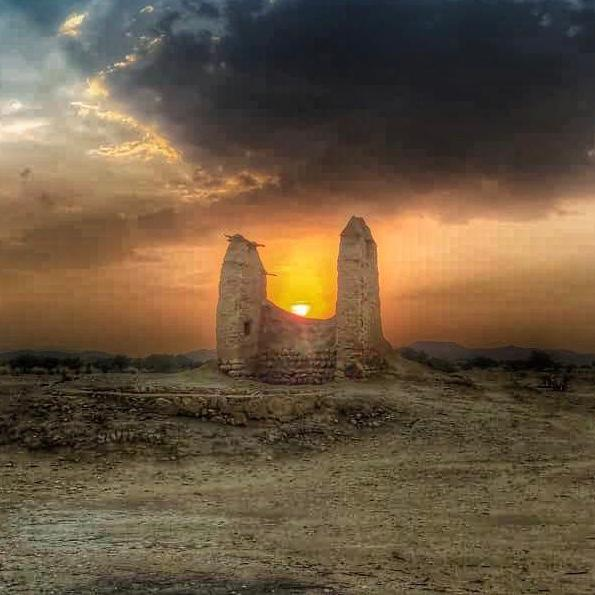
نمایی از یک گاوچاه قدیمی

### برکه شیخ
این برکه که در مرکز شهر و در کنار یکی از شریان‌های اصلی شهر قرار دارد متعلق به دوره قاجار است و در سال ۱۳۸۴ باشماره ۱۲۶۹۶ به عنوان یکی از آثار ملی ایران به ثبت رسیده است.

### سنگ‌فرش جاده ابریشم کهن (دیگ اشکن)
با توجه به اهمیت راه ابریشم که از مسیر کاریان به خنج و سیراف می‌رفته است. این مسیر در زمان شاه اُزیر (اُزیروس) قسمت‌هایی از این راه معروف با سنگ و ساروج فرش شده که هنوز آثاری از آن مشهود است.

### مجموعه دانیالیه
مجموعه دانیالیه که شامل خانقاه، مناره و آرامگاه شیخ دانیال خنجی است. از بناهای تاریخی و جاذبه‌های گردشگری شهرستان خنج و متعلق به قرن هشتم هجری است که به دستور سلطان قطب الدین تهمتن بن سلغور حاکم هرمز که از مریدان شیخ دانیال بود ساخته شده است. محوطه شیخ دانیال خنج مجموعه ای از معماری قرن هفتم و هشتم هجری همزمان با زمامداری ایلخانان مغول در ایران است. این اثر در تاریخ ۱ مرداد ۱۳۵۳ با شمارهٔ ثبت ۹۷۵ به عنوان یکی از آثار ملی ایران به ثبت رسیده است.

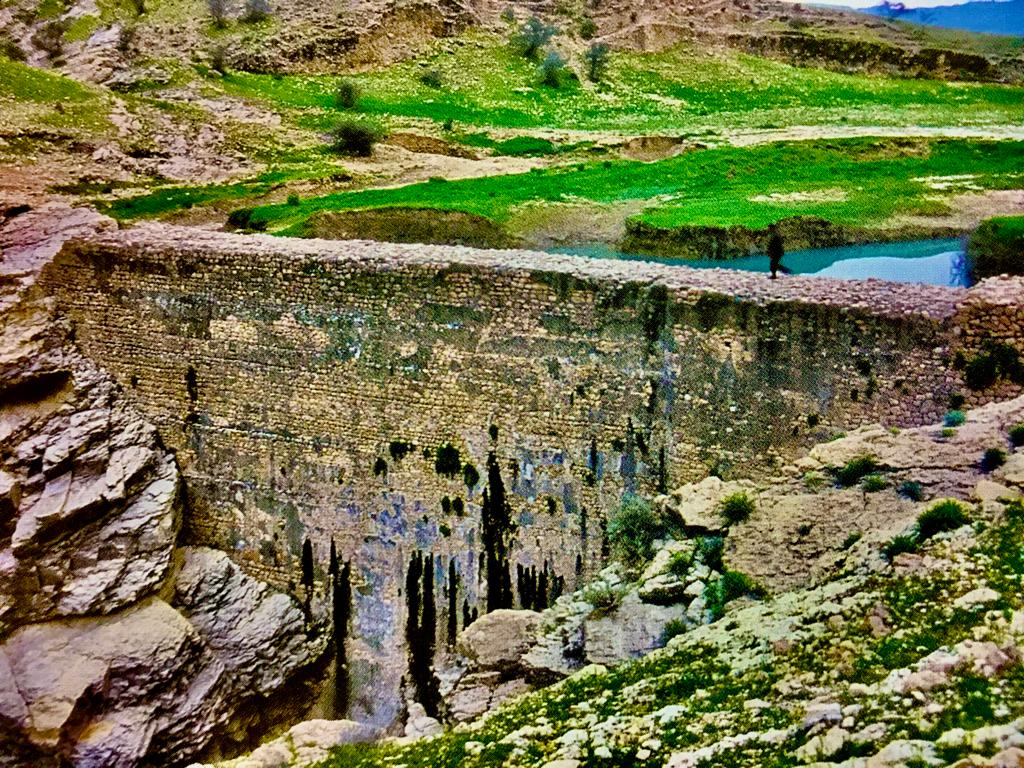
سد میر شریف یا دل ابراهیمی (در سده (خنج))

### مقبره امرای سلجوقی
گورستان سلاطین سلجوقی که قبرهای چندتن از پادشاهان در آن وجود دارد، با شماره ۱۲۶۸۹ در فهرست آثار ملی ایران ثبت شده است.

### بقعه شیخ عبدالسلام خنجی
مقبره شاه شیخ عبدالسلام خنجی، از ابنیه باستانی و مذهبی دیرینه شهر خنج است که قدمت این بنا به درستی مشخص نیست اما تعمیرات انجام شده در این بقعه در دوره صفوی نشان از اهمیت این مکان مقدس در ادوار مختلف تاریخی دارد. مدفن شیخ عبدالسلام از بناهای ارزنده در نوع خود محسوب می‌شود که باتوجه به ارزش‌های تاریخی، فرهنگی توسط اداره کل میراث فرهنگی، صنایع دستی و گردشگری فارس در تاریخ دی‌ماه ۱۳۵۲ با شماره ۹۶۲ آثار ملی ایران شده است.

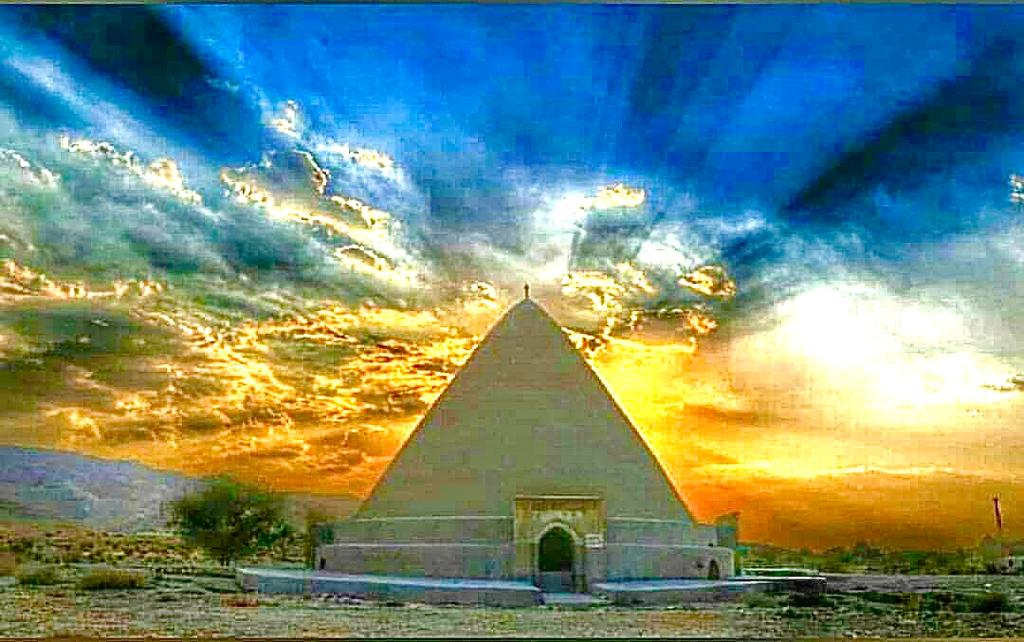
یک برکه (آب انبار) در دشت خنج

### بقعه شیخ شمس الدین محمد ابونجم خنجی
آرامگاه شیخ ابونجم خنج، از بناهای دوران اسلامی (قرن هشتم)، می‌باشد. این بنا با مصالح لاشه سنگ و ملاط گچ احداث شده است. وجود این بقعه به مسجد جامع خنج و سردر معروف آن نیز اعتبار خاصی بخشیده است. بقعه شیخ ابونجم خنج در محله حاج شیخ محمد ابونجم واقع است. تبدیل پلان مربع به دایره و سپس گنبد بوسیله فیلپوش از ویژگیهای این بنا است. این بنا توسط یکی از مریدان شیخ امیر صیف الدین نصرت لاری که نشان دهنده ادارت بسیار آن به شیخ است ساخته شد. این اثر در تاریخ ۱۳۷۸/۰۱/۲۳ به شماره ۲۳۱۷ در فهرست آثار ملی ثبت شده است.

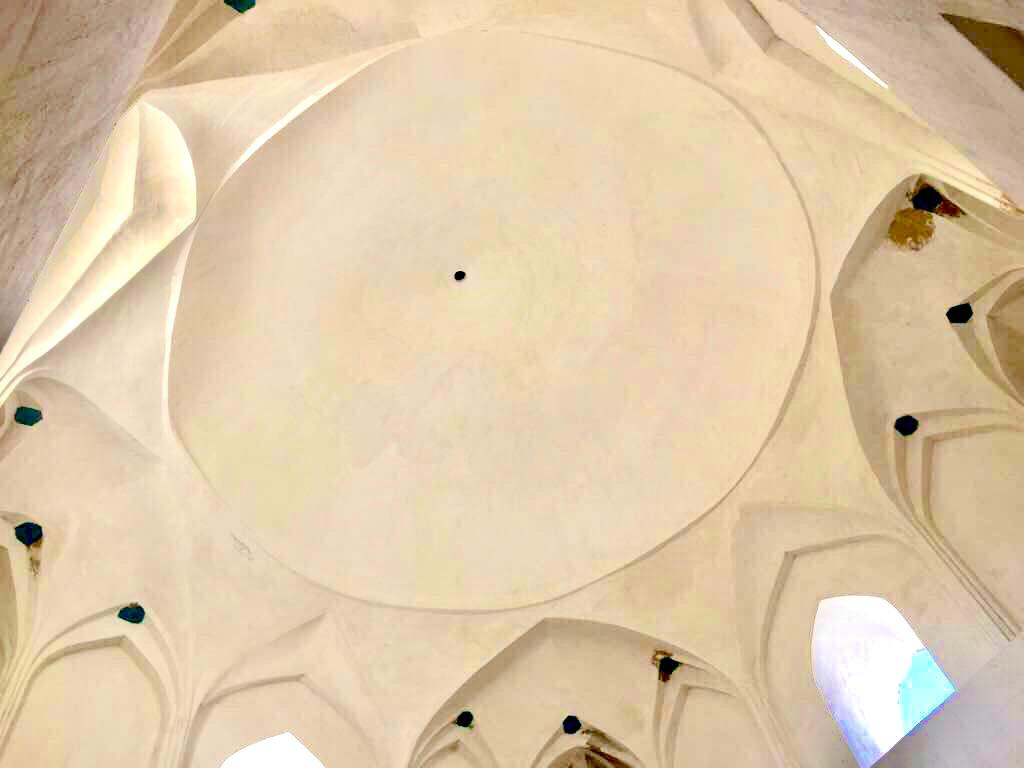
نمایی از معماری مسقف بقعه کاکافخرالدین

### بقعه کاکا فخر الدین
این بنا که مدفن یکی از عرفای نامی خنج است دارای معماری ایلخانی است. تزئینات این بقعه از ارزش بسیار زیادی برخوردار است که در سایر بناهای نتبرکه فارس نظیر آن دیده نمی‌شود. این اثر به شماره ۲۱۳۲۳ در فهرست آثار ملی ایران به ثبت رسیده است.

## زمین‌شناسی
از جمله پدیده‌های ساختاری می‌توان به گسله‌های اساسی در سامانه گسیختگی‌های گستره نامبرده که در زیر به آن‌ها اشاره می‌کنیم.

### پهنه گسلی خنج
این پهنه گسلی با روندی نزدیک به ۷۰ درجه شمالی باختری دامنه شمالی کوه قره قزلی را متأثر ساخته و پس از شهر خنج دردشت خنج و دامنه جنوبی این دشت ادامه می‌یابد.
این پهنه گسلی شامل دسته‌ای از گسل‌های باراستای نزدیک به ۷۰ درجه شمال باختر است که بخش‌های شمالی شهر خنج را دربرمی گیرد. چنان‌که دربرش ساختاری زیر نقشه نمود دارد این پهنة گسلی درگروه گسله‌های طولی با مولفة اصلی راندگی همراه با حرکات راست بر قرارگرفته است. شیب سطح گسله‌های این پهنه گسلی بگونه‌ای معمول روبه شمال خاور است.

### دسته گسلی خنج
این دسته گسلی دارای خمش‌های ناگهانی درراستای خود می‌باشند، بگونه‌ای که بخش‌هایی از آن دارای روند ۷۰ درجه شمال خاوری، بخش‌هایی دارای روند خاوری – باختری و بخش‌هایی ۵۵ درجه شمال باختری می‌باشد. گسل هفت وان جنوب تاقدیس کوه سیاه و بخش‌هایی جنوبی تر آن را متأثر ساخته است.
دسته گسلی محمله: این گسیختگی‌ها باسازوکار راستالغز تا مورب لغز درگروه گسله‌های مایل تاقدیس کوه تنگ خور را متأثر ساخته است. درشمار بهم ریختگی‌های ساختاری و تغییرات پی آمده از جنبش این گسیختگی درتاقدیس کوه تنگ خور می‌توان به انحراف و جابجائی افقی همراه با حرکات راست بر درمحور تاقدیس یادشده اشاره کرد.

## اقلیم
خنج، مرکز شهرستان خنج در ۲۷٫۸۹۰ درجه عرض شرقی و ۵۳٫۴۳۷ درجه شمالینصف النهار گرینویچ قرار دارد. که از جنوب به شهرستان‌های لامرد و مهر و از شمال به شهرستان قیر و کارزین و جهرم و از شمال شرق به شهرستان لارستان و از شرق به شهرستان اوز محدود می‌شود. خنج در ابتدای دشتی وسیع در کوهپایه‌های زاگرس جنوبی قرار دارد. فاصله آن تا خلیج فارس ۹۰ کیلومتر. ارتفاع آن ۱۰۴۴ متر می‌باشد.
خنج در بیشتر روزهای سال با آب و هوای گرم مواجه است. اما در عین حال جزو مناطق پر بارش استان فارس است. پس از بارش باران و آب‌گیری دریاچه فصلی خنج میزبان پرندگان مهاجر در فصل‌های پر بارش به خصوص زمستان می‌باشد.

## رهاورد

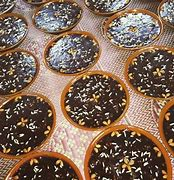
یک بشقاب حلوا خرمای خنجی

- حلوا مسقطی: یک نوع شیرینی است که مواد اولیه آن نشاسته، روغن، شکر، زعفران، هل و گلاب است و از انواع مغز پسته و بادام برای تزئین آن استفاده می‌گردد.[۴۰]
- مهوه: سس محلی است که بر اثر تخمیر طبیعی ماهی ساردین به دست می‌آید و با نان خورده می‌شود. این سس حاوی فسفر، کلسیم و چربی زیاد است.[۴۱]
- حلوا ارده: فرآورده‌ای است جامد و یکنواخت با ظاهری نخ‌دار که از پختن شکر، گلوکز مایع، اسید سیتریک و آب و چوبک و سپس مخلوط کردن این شربت با ارده هم‌زمان با مالش به دست می‌آید، در تهیه این فرآورده می‌توان از برخی مواد افزودنی نیز استفاده نمود.[۴۲]
- خرما بریز (حلوا خرما): نوعی حلوا خرما که از به عمل آوردن خرما و آرد و کنجد بو داده و ادویه‌های مخصوص و مغز پسته و بادام مخلوط می‌شود.[۴۳]
- نان رگاگ (لیتک): نوعی نان بسیار نازک و خوشمزه محلی خنج می‌باشد که بامهیاوه، تخم مرغ و پنیر در دو وعده غذایی صبحانه و شام مصرف می‌شود.[۴۴]

## مردم‌شناسی

### جمعیت
بر پایه سرشماری عمومی نفوس و مسکن در سال ۱۳۹۵ جمعیت این شهر ۱۹٬۲۱۷ نفر بوده است.

### زبان و گویش و شغل
مردم خنج از قومیت لارستانی (اچمی) هستند. این مردم به زبان لارستانی (اچمی) و لهجه خنجی از گویش خنجی سخن می‌گویند. اکثر مردم بومی این شهر به علت مراودت با کشورهای حوزه خلیج فارس از جمله امارات، کویت، قطر، عمان و بحرین، در این کشورها شاغل هستند.

## آموزش عالی

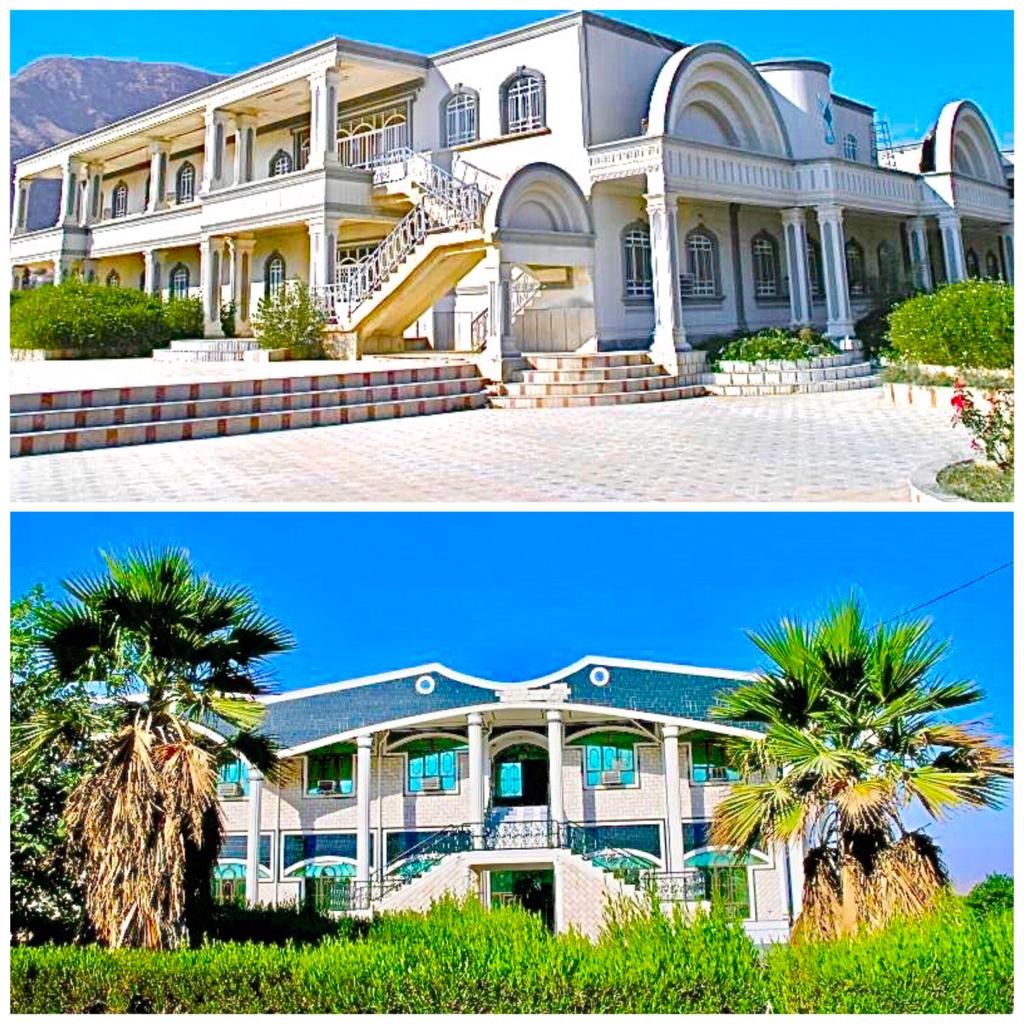
نمایی از ساختمان دانشگاه آزاد

### دانشگاه آزاد اسلامی واحد خنج
این دانشگاه نیز توسط عبدالله اسد زمانی خنجی که یکی از تجار خنجی ساکن کویت بود ساخته شد و در سال ۱۳۷۵ افتتاح شد. این دانشگاه اولین دانشگاه آزاد خوابگاه دار کشور بود و دانشجویانی از سراسر ایران در این واحد تحصیل کرده‌اند. این واحد دانشگاه آزاد در رشته‌های مهندسی، عمران، معماری، علوم انسانی، حقوق، علوم تربیتی، دامپزشکی، ریاضیات در مقاطع کاردانی و کارشناسی دانشجو می‌پذیرد.

### دانشگاه پیام نور واحد خنج
ساختمان این دانشگاه توسط برادران دانیالی ساخته شد و در پی سفر ریاست محترم جمهوری به استان فارس و شهر خنج و تصویب ایجاد یک واحد دانشگاهی در شهرستان خنج در سال ۱۳۸۶ تأسیس گردید. این واحد دانشگاه پیام نور در رشته‌های مهندسی، علوم انسانی در مقطع کاردانی و کارشناسی دانشجو می‌پذیرد.

## امکانات شهری

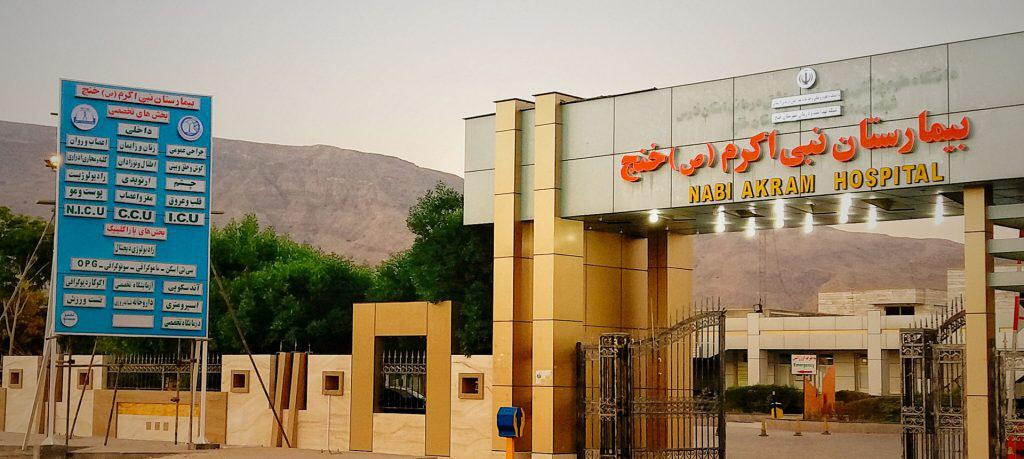

### بیمارستان
بیمارستان نبی اکرم (ص) خنج یک بیمارستان دولتی که توسط مردم محلی ساخته شده است. تعداد تخت مصوب بیمارستان ۱۱۳ تخت است. سرویس‌های تخصصی این بیمارستان شامل: جراحی عمومی، زنان و زایمان، داخلی، اطفال و نوزادان، چشم، گوش و حلق و بینی، قلب، اورولوژی، NICU ,Icu، اعصاب و روان، مغز و اعصاب و ارتوپدی است. خدمات پاراکلینیک موجود عبارتند از: آزمایشگاه، رادیولوژی، سونوگرافی، سی تی اسکن، اکوکاردیوگرافی، تست ورزش، نوار مغز، نوار عصب و عضله و ماموگرافی، CT OPG، اندوسکوپی و تغذیه و رژیم درمانی و کلینیک دیابت و فشار خون)نقش مهمی در حفظ و ارتقاء سلامت مراجعین محترم دارد.

### کتابخانه‌ها

#### کتابخانه مرکزی پیامبر اعظم (ص)
این کتابخانه در مرکز شهر قرار دارد و دهه ۵۰ ساخته شد. این کتابخانه برای چندین دهه کتابخانه اصلی شهر است.

#### کتابخانه صابرین
کتابخانهٔ صابرین نیز بودجه شخصی یک خیر محلی ساخته شده است. این کتابخانه شامل مخزن کتاب با گنجایش بیش از چند هزار جلد، سالن‌های مطالعهٔ آقایان و خانم‌ها است. این کتابخانه در تاریخ۱۳۸۰ به مساحت۲۴۰ مترمربع تأسیس شد.